# Lom Cerkovna, Ruse
Lom Cerkovna (în bulgară Лом Черковна) este un sat în comuna Beala, regiunea Ruse,  Bulgaria. 

## Demografie
Componența etnică a satului Lom Cerkovna
     Bulgari (60%)
     Nicio identificare (16,7%)
     Romi (7,59%)
     Turci (15,69%)
La recensământul din 2011, populația satului Lom Cerkovna era de 395 locuitori. Din punct de vedere etnic, majoritatea locuitorilor (60%) erau bulgari, existând și minorități de turci (15,69%) și romi (7,59%). Pentru 16,7% din locuitori nu este cunoscută apartenența etnică.